# Nils Petter Ersson
Nils Petter "Per" Ersson, född 18 oktober 1795 i Svartskatan, Ersnäs by, Nederluleå socken, död 7 september 1868 i Ersnäs, Nederluleå socken, var en svensk frikyrkopredikant.
Per Ersson var son till hemmansägaren Eric Persson och övertog senare hemmanet nummer 10 i Ersnäs efter sin far. I början av 1800-talet uppstod de så kallade "nyläsarna", som huvudsakligen vände sig mot den modernare lutherska teologin. Man vände sig mot Jacob Axelsson Lindbloms katekes, 1811 års kyrkohandbok och Den svenska psalmboken 1819 och förordade i stället Den svenska psalmboken 1695 och Olof Svebilius katekes. De hade 1820 erhållit tillstånd att trots konventikelplakatet under vissa villkor samlas i andaktsövningar. 1828 inflyttade nyläsaren, bonden och urmakaren Pehr Lundberg till Ersnäs by, och två av hans barn hade varit boende i Per Erssons hem. Troligen influerades han redan vi den här tiden av dessa tankar, 1840 hade han framlagt Christeliga anmärkningar öfwer de hufwudsakligaste falska lärosatser, som finnas i den nya catechesen, psalmboken och kyrkohandboken för en riksdagsman i Piteå i avsikt att få dem framlagda för 1840-1841 års riksdag. Så skedde inte och i stället lät han 1842 trycka arbetet under namnet N. P. Ericsson. 1844 inlämnades en ansökan till Kunglig Majestät där man begärde att de gamla böckerna skulle tas i allmänt bruk eller nya, likvärdiga skrifter skulle utarbetas. Annars hotade man med att bryta sig ur kyrkan. Texten var författad av sex representanter för rörelsen i Luleå, Piteå och Skellefteå, bland dem Per Ersson. Frågan dryftades i domkapitlen i Härnösand, Uppsala och Lund, men ledde inte till någon åtgärd. 1845 sändes Per Ersson och torparen och muraren Johan Ersson Riström som representanter för rörelsen till Stockholm, där de förklarade sig nöjda om endast en viss revidering av katekes och handbok, i enlighet med ett förslag från teologiska fakulteten i Uppsala genomfördes. 1846 begärde 864 personer i Luleå, Piteå och Skellefteå genom en skrivelse författad av Per Ersson och hemmansägaren N. P. Sundqvist i Måttsunds by, Nederluleå socken rätt att få bilda en egen församling. Något sådant tillstånd gavs inte, inte heller vid riksdagen 1846-1847 beviljades detta. Efter detta valde gruppen att på eget bevåg bilda sina egna församlingar, till en början i hemlighet och började även dela ut nattvarden med Per Ersson som officiant. Senare bildade man tre församlingar med Per Ersson som föreståndare i Luleå, Johan Ersson Riström i Skellefteå och Nathanael Lindqvist i Piteå. Från julen 1848 uppträdde de öppet som både utdelande av nattvarden och dop. Per Ersson åtalades 1852 för nattvardsutdelande och frikändes i härads- och hovrätt men bötfälldes i Högsta domstolen.
Delar av rörelsen kom dock efterhand att närma sig statskyrkan, medan vissa delar senare uppgick i den framväxande baptismen. Per Ersson höll dock fast vid sin linje, och genom försummelse av sin gård för predikantkallet blev han efterhand utarmad.